# Tiếng Taíno
Tiếng Taíno là một ngôn ngữ Arawak nói bởi người Taíno miền Caribe. Vào thời điểm tiếp xúc với người Tây Ban Nha, đây là ngôn ngữ chính khắp Caribe. Tiếng Taíno "cổ điển" (tiếng Taíno "lõi") từng là bản ngữ của cư dân quần đảo Leeward, Puerto Rico, Quần đảo Turks và Caicos, hầu hết Hispaniola, mon men đến Cuba. Tiếng Taíno Ciboney về cơ bản không được lưu giữ, nhưng tài liệu thực dân gợi lên rằng nó là phương ngữ Taíno, nó ở mé tây Hispaniola, Bahamas, Jamaica, và hầu hết Cuba.
Tới thế kỷ XV, tiếng Taíno đã thế chỗ nhiều ngôn ngữ bản địa khác, trừ cực tây Cuba và nơi này nơi khác tại Hispaniola. Do văn hóa Taíno suy sụp với nền cai trị thực dân Tây Ban Nha, nó bị tiếng Tây Ban Nha thế chỗ. Nó (về cơ bản) biến mất chỉ sau 100 năm tiếp xúc với người châu Âu nhưng có lẽ còn sót lại trong một vài ngóc ngách hẻo lánh rải rác trên Caribe đến tận thế kỷ XIX. Vì là ngôn ngữ bản địa đầu tiên mà người châu Âu tiếp xúc lúc mới đến châu Mỹ, tiếng Taíno cho các ngôn ngữ châu Âu nhiều từ mượn.

## Phương ngữ
Granberry & Vescelius (2004) phân biệt hai phương ngữ, một trên Hispaniola và về phía đông, một cũng trên Hispaniola về phía tây.
- Tiếng Taíno cổ điển (Đông), nói trong vùng văn hóa Taíno cổ điển và Taíno đông. Vùng này gồm quần đảo Leeward phía bắc Guadeloupe, Puerto Rico, Hispaniola, và Turks & Caicos. Tiếng Taíno cổ điển mon men đến miền đông Cuba vào thời điểm người Tây Ban Nha đến, có lẽ là do người từ Hispaniola chạy trốn người Tây Ban Nha.
- Tiếng Taíno Ciboney (Tây), nói ở vùng văn hóa Ciboney và Lucayan. Những vùng này nằm ở Cuba, Jamaica, tây Hispaniola, và Bahamas.

Columbo nói rằng từ Bahama đến Cuba, Boriquen đến Jamaica, người dân nói một ngôn ngữ gồm nhiều phương ngữ nhưng đều thông hiểu nhau hết.

## Ngữ âm học
Tiếng Taíno không phải ngôn ngữ viết. Những âm vị dưới đây phục dựng là tài liệu của người Tây Ban Nha:
|          |           | Môi | Âm chân răng | Vòm | Ngạc mềm | Thanh hầu |
| -------- | --------- | --- | ------------ | --- | -------- | --------- |
| Tắc      | vô thanh  | p   | t            |     | k        |           |
| Tắc      | hữu thanh | b   | d            |     |          |           |
| Xát      | Xát       |     | s            |     |          | h         |
| Mũi      | Mũi       | m   | n            |     |          |           |
| Tiếp cận | Tiếp cận  | w   | l            | j   |          |           |

Cũng có âm vỗ [ɾ], đóng vai trò tha âm của /d/.
|      | Trước | Giữa | Sau |
| ---- | ----- | ---- | --- |
| Đóng | i     |      |     |
| Vừa  | e ɛ   |      | o   |
| Mở   |       | a    |     |

Sự phân biệt giữa /ɛ/ và /e/ được gợi lên từ phân biệt e và ei/ey trong ghi chép của người Tây Ban Nha, như trong ceiba "cây bông gòn". [u] thường có thể đổi chỗ cho /o/ và có lẽ chỉ là một tha âm.
Phụ âm cuối duy nhất trong âm tiết hay từ là /s/.